# Fuko
Fuko (風子, Fūko) alias P-Chan (Ｐちゃん) est une gravure idol et une AV idol japonaise, connue pour son tour de poitrine naturel de 120 cm, ce qui correspond à bonnet de soutien-gorge taille P suivant les standards en vigueur au japon .

## Carrière
Fuko fait ses débuts dans des soaplands, sous le pseudonyme de Love (らぶ, Rabu), qu'elle avait déjà utilisée pour des photos topless parue sur le site "Tokyo Topless" en 2005. En 2006, Fuko devient rapidement célèbre au Japon, en multipliant les apparitions dans des magazines et à la télévision. Elle commence à tenir un blog en Japonais (風子の風まかせ～♪) en septembre 2006. Le 21 novembre 2006, Fuko est invitée dans l'émission télévisée japonaise Narutomo! (なるトモ!) avec Yuzuki Aikawa (愛川ゆず季).
Le 9 mars 2007, elle sort son premier DVD, Fuko P!. Le 16 mars 2007, sort un second DVD, nommé Mix Juice, dans lequel Fuko partage la vedette avec deux autres mannequins de charme.
Toujours en mars 2007, Bachelor Magazine  offre, avec son numéro du mois, un DVD de 20 minutes intitulé Busty Angels dans lequel apparait Fuko.
Enfin, le 25 mars 2007, sort sur le marché de la vidéo le DVD Dekaroman (デカロマン) la mettant en scène. Dans son blog, Fuko précise que ce DVD a été filmé à Okinawa.
Le 25 juin 2007 sort le premier photobook  de Fuko, KYO-P!!, le même jour que son quatrième DVD, Chidarake, dans lequel elle partage de nouveau la vedette avec deux autres mannequins de charme. Les deux DVD suivant de Fuko, Fuko Kyo-P!! et Fuko - Pineapple, sortent respectivement en juillet et septembre de la même année. En novembre 2007, elle sort son premier DVD pour la compagnie Layful. Il s'agit de Fuko - Eight Vol. 1, le volume 2 de cette série sort le 16 décembre 2007, et le volume 3 le 26 janvier 2008.
Le 1er janvier 2009, l'éditeur Muteki annonce que Fuko sortira sous leur label sa première AV (adult video) nommée Great Fuko (グレイト 風子). Ce DVD sort le 1er février 2009, suivit le 1er mars 2009 par une autre AV Bomber Fuko (ボンバー 風子), toujours produite par Muteki.
Depuis 2013, elle tient un blog sous son nom de scène "P-Chan" et enregistre des courts-métrages softcore.
En 2015, elle met en scènes quelques séances de photos et enregistre des vidéos pour Scoreland et XL girls.

## Filmographie comme Idol
| Titre de la Vidéo                  | Label                                     | Directeur | Date de sortie    |
| ---------------------------------- | ----------------------------------------- | --------- | ----------------- |
| Fuko P! 風子 P!                    | Takeshobo 竹書房                          |           | 9 mars 2007       |
| Mix Juice ミックスジュース         | Video Maker ビデオメーカー                |           | 16 mars 2007      |
| Dekaroman デカロマン               | Maker Original メーカーオリジナル         |           | 25 mai 2007       |
| Chidarake 乳だらけ                 | Maker Original                            |           | 25 juin 2007      |
| Fuko Kyo-P!! 風子 KYO-P!!          | Orustak Pictures オルスタックピクチャーズ |           | 27 juillet 2007   |
| Fuko - Pineapple 風子 パイナッぷる | Takeshobo                                 |           | 21 septembre 2007 |
| Fuko - Eight Vol. 1                | Layful レイフル                           |           | 18 novembre 2007  |
| Fuko - Eight Vol. 2                | Layful                                    |           | 16 décembre 2007  |
| Fuko - Eight Vol. 3                | Layful                                    |           | 26 janvier 2008   |
| Mega Happy!                        | Happinet Pictures                         |           | 20 avril 2008     |
| The Huge Bust Fuuko                | Air Control                               |           | 25 août 2008      |
| Uruwashi no Pko                    | Happinet Pictures                         |           | 25 octobre 2008   |

## Filmographie AV
DVD "Adult Video"'
| Titre de la Vidéo                                                      | Label        | Directeur   | Date de sortie   |
| ---------------------------------------------------------------------- | ------------ | ----------- | ---------------- |
| TEK-009 Great Fuko                                                     | MUTEKI       |             | 1er février 2009 |
| OAE-038 All Nude Fuko                                                  | Air Control  |             | 25 mars 2009     |
| TEK-010 Bomber Fuko                                                    | MUTEKI       |             | 1er mars 2009    |
| TEK-011 Max Fuko                                                       | MUTEKI       |             | 1er avril 2009   |
| SOE-214 Risky Mosaic Ban Fuko Cup Entertainer × P                      | S1 NO1 Style |             | 7 mai 2009       |
| SOE-230 Fuko Facials Cup Tremendous Entertainer × P                    | S1 NO1 Style |             | 7 juin 2009      |
| SOE-247 Fuko Orgy Cup Bakobako Entertainer × P                         | S1 NO1 Style | Aki Hideto  | 7 juillet 2009   |
| SOE-262 × P Cup Screaming Entertainer! Fuko Big Magnum FUCK            | S1 NO1 Style | Aki Hideto  | 7 aout 2009      |
| SOE-277 More Intense Cup Entertainer × P, Fuko Violently Pierced       | S1 NO1 Style | Aki Hideto  | 7 septembre 2009 |
| SOE-296 Why Fuko Busty Celebrity Entertainer Took Off In Japan Cup × P | S1 NO1 Style | Aki Hideto  | 19 octobre 2009  |
| SOE-356 Last Look At This! SEX Fuko Big Breasts Of Japan               | S1 NO1 Style | Aki Hideto  | 19 février 2010  |
| ONSD-554 Twenty Four Hours Cowgirl Tits                                | S1 NO1 Style |             | 19 octobre 2011  |
| SOE-725 Time 24 S1!! S1 PRECIOUS GIRLS 2012                            | S1 NO1 Style | Yumeyuki Da | 19 février 2012  |